# NME (Zeitschrift)
New Musical Express, bekannt unter der Abkürzung NME, war eine seit März 1952 in Großbritannien wöchentlich erscheinende musikjournalistische Publikation, die von Theodore Smythson begründet wurde. Gegründet als Musikzeitung, entwickelte sich NME während der 1980er Jahre zu einer Zeitschrift und wandte sich 1998 vom Zeitungsdruck ab. In der Ausgabe vom 14. November 1952 veröffentlichte NME als erstes britisches Periodikum Single-Charts. In den 1970er Jahren wurde sie zur bestverkauften Musikzeitschrift. Zwischen 1972 und 1976 gehörte NME teilweise zum Gonzo-Journalismus (selbstbezogene Berichterstattung); später war sie über Tony Parsons und Julie Burchill eng mit dem Punk verbunden. Die Online-Version NME.com wurde 1996 gestartet und ist heute die weltgrößte einzelne Musik-Website mit über 7 Millionen Nutzern je Monat.
Am 31. Mai 2012 wurde Mike Williams als Chefredakteur vorgestellt, er übernahm den Posten von Krissi Murison am 25. Juni 2012. Verantwortlicher Chefredakteur von NME.com ist Luke Lewis. Am 7. März 2018 wurde bekanntgegeben, dass die Print-Ausgabe mit dem Erscheinen der Ausgabe am 9. März 2018 eingestellt wird. Die Internet-Seite wird unverändert fortgeführt.

## Geschichte
Die erste Ausgabe erschien am 7. März 1952, nachdem der Londoner Musikpromoter Maurice Kinn die seit 4. Oktober 1946 erscheinende Accordion Times and Musical Express für 1000 Pfund 15 Minuten vor ihrer Schließung gekauft hatte. Es wurde als New Musical Express neugestartet. Ursprünglich erschien es im Tabloid-Format auf Zeitungspapier. Am 14. November 1952 veröffentlichte die Zeitung in Anlehnung an das US-amerikanische Magazin Billboard eine Liste der zwölf bestverkauften Singles. Im Unterschied zu heutigen Charts erhob das Magazin selber die Verkaufszahlen in Läden überall in Großbritannien. Die erste Nummer 1 war Here in My Heart von Al Martino.

### 1960er Jahre
Während der 1960er Jahre unterstützte das Blatt die britischen Musikgruppen, die zu dieser Zeit entstanden. Die Auflage erreichte unter Andy Gray, Chefredakteur von 1957 bis 1972, ihren Höhepunkt in der Zeit von Januar bis Juni 1963 mit einer Anzahl von 306.881 Exemplaren. The Beatles und The Rolling Stones standen häufig auf der Titelseite. Diese und andere Künstler traten zudem beim NME Poll Winners Concert auf, einer Veranstaltung, an der die Musiker teilnahmen, die von den Lesern der Zeitschrift zu den beliebtesten Künstlern gewählt wurden. Bestandteil der Veranstaltung war außerdem eine Preisverleihungszeremonie. Die NME Poll Winners Concerts fanden von 1959 bis 1972 statt. Ab 1964 wurde die Veranstaltung aufgezeichnet und wenige Wochen später im britischen Fernsehen gezeigt.
Die zweite Hälfte der 1960er Jahre stand im Zeichen des aufkommenden Psychedelic Rock und der anhaltenden Dominanz britischer Bands. Während dieser Zeit begann man, Teile der Popmusik als Rock anzusehen. Die Zeitung stand in andauernder Rivalität zu der auch wöchentlich erscheinenden Musikzeitschrift Melody Maker. Doch die wirtschaftliche Situation von NME war gesund, es wurden jede Woche ungefähr 200.000 Exemplare verkauft, was sie zu einer der bestverkauften britischen Zeitschriften dieser Zeit machte.

### 1970er Jahre
In den frühen 1970er Jahren hatte NME gegenüber dem Melody Maker an Boden verloren, weil das Magazin nicht mit der Entwicklung der Rockmusik, insbesondere dem Psychedelic Rock und dem Progressive Rock, Schritt gehalten hatte. Anfang 1972 stand die Zeitschrift kurz vor der Schließung durch den Eigentümer IPC Media, der das Magazin 1963 von Kinn gekauft hatte. Der britische Musikjournalist Nick Kent, der später eine entscheidende Rolle bei der Erneuerung des Blattes spielte, sagte dazu:

“After sales had plummeted to 60,000 and a review of guitar instrumentalist Duane Eddy had been printed which began with the immortal words 'On this, his 35th album, we find Duane in as good as voice as ever,' the NME had been told to rethink its policies or die on the vine.”

„Nachdem die Verkäufe auf 60.000 gesunken waren und eine Plattenkritik zum Gitarren-Instrumentalist Duane Eddy mit den unsterblichen Worten 'Auf seinem 35. Album finden wir Duane so gut bei Stimme wie immer' begonnen hatte, wurde NME vor die Wahl gestellt, seine Ausrichtung zu korrigieren oder endgültig zu scheitern.“

Zusätzlich zur Ironie dieser Kritik war Duane Eddy in der 1960er Leserwertung zur weltweiten Nummer eins der Musikerpersönlichkeiten gewählt worden und lag damit erstmals vor Elvis Presley.
Dem neuen Chefredakteur Alan Smith wurde von IPC nur kurze Zeit gegeben, etwas zu verändern, oder das Blatt sollte geschlossen werden. Im Ergebnis wurde aus dem unkritischen, altehrwürdigen und am Showbusiness orientierten Blatt eine Zeitschrift, die eleganter, schicker, zynischer und humorvoller war als alle britischen Musikzeitschriften zuvor (ein Ansatz, der von Autoren wie Tom Wolfe und Lester Bangs beeinflusst war). Um dies zu erreichen, rekrutierten Smith und sein Stellvertreter Nick Logan die besten Autoren der Undergroundzeitschriften wie Charles Shaar Murray und Nick Kent und stellten andere Autoren wie Tony Tyler, Ian MacDonald und den Kalifornier Danny Holloway an. Als Smith Mitte 1973 seinen Posten an Logan weitergab, wurden jede Woche fast 300.000 Exemplare der Zeitschrift verkauft, und das Blatt ließ die Konkurrenten wie Melody Maker, Disc, Record Mirror und Sounds hinter sich. MacDonald sagte dazu:

“I think all the other papers knew by 1974 that NME had become the best music paper in Britain. We had most of the best writers and photographers, the best layouts, that sense of style of humour and a feeling of real adventure. We also set out to beat Melody Maker on its strong suit: being the serious, responsible journal of record. We did Looking Back and Consumer Guide features that beat the competition out of sight, and we did this not just to surpass our rivals but because we reckoned that rock had finished its first wind around 1969/70 and deserved to be treated as history, as a canon of work. We wanted to see where we'd got to, sort out this huge amount of stuff that had poured out since the mid '60s. Everyone on the paper was into this.”

„Ich glaube, dass ab 1974 all die anderen Zeitungen wussten, dass NME zur besten Musikzeitschrift Großbritanniens geworden war. Wir hatten die besten Autoren und Fotografen, das beste Layout, das Gespür für Humor und ein Gefühl von Abenteuer. Wir waren auf dem Weg, Melody Maker in dessen größter Stärke zu schlagen: ein ernsthaftes und verantwortungsvolles Schallplatten-Journal zu sein. Wir hatten Rückblicke und Einkaufsführer bis zum Abwinken, aber wir machten das nicht nur, um die Konkurrenz zu schlagen, sondern weil wir glaubten, dass die Rockmusik ihren ersten Höhepunkt 1969/70 hatte und es verdiente, als Geschichte und als geschlossenes Werk behandelt zu werden. Wir wollten sehen, was wir mit all dem Zeug erreichen können, das ab Mitte der '60er aufgekommen war. Jeder beim Magazin war dabei.“

Led Zeppelin führte drei Jahre lang von 1974 bis 1976 die Kategorie Beste Gruppe mit Gesang des NME Pop Polls an. 1976 erreichte der Punk die aus Sicht einiger Beobachter stagnierende Musikszene. Zwar verhalf NME den Sex Pistols zu ihrem ersten Artikel in der Musikpresse mit einem Live-Bericht ihres Auftritts am Marquee im Februar des Jahres, trotzdem war das Blatt, verglichen mit Sounds und Melody Maker und deren Punk-Kenner John Ingham und Caroline Coon, in Bezug auf dieses neue Phänomen zu langsam und zu schwerfällig. Obwohl Artikel von Autoren wie Mick Farren (dessen Artikel „The Titanic Sails at Dawn“ zu einer neuen, von der Straße regierten Rock-Bewegung als Antwort auf den Stadionrock aufrief) von NME veröffentlicht wurden, schien es, als ob jüngere Autoren gebraucht würden, um die aufstrebende Punkbewegung glaubwürdig darstellen zu können, und das Blatt warb um ein paar „hipper junger Revolverhelden“ zur Verstärkung der Redaktion. Dies führte zum Engagement von Tony Parsons und Julie Burchill. Die beiden wurden schnell zu den Helden der Punkszene und gaben dem Blatt so ein neues Format. Parsons’ Zeit bei NME floss in seinen 2005 veröffentlichten Roman Stories We Could Tell ein, indem er die Missgeschicke dreier junger Musikjournalisten in der Nacht des 16. August 1977 beschreibt, die Nacht, in der Elvis Presley starb.
1978 ging Logan, und sein Stellvertreter Neil Spencer wurde Chefredakteur. Eine seiner ersten Aufgaben war es, das Redesign der Zeitschrift durch Barney Bubbles zu überwachen; dazu gehörte auch das Logo, das noch heute in modifizierter Form verwendet wird – es erschien erstmals Ende 1978. In Spencers Zeit als Chefredakteur fiel auch das Entstehen von Post-Punk-Bands wie Joy Division und Gang of Four. Diese Entwicklung fand Niederschlag in den Artikeln von Ian Penman und Paul Morley. Danny Baker, der zu dieser Zeit als Redakteur bei NME begann, pflegte einen geradlinigen und populistischen Stil.
Während der Zeit der Punk-Jugendkultur öffnete sich das Blatt auch politischen Themen. Die Titelseite spiegelte öfters statt musikalischer Themen jugendorientierte Themen wider. Die Redaktion nahm politisch gegen Parteien wie die National Front Position. Die Wahl von Margaret Thatcher 1979 veranlasste das Blatt für nahezu das gesamte folgende Jahrzehnt zu einer umfassenden sozialistischen Grundhaltung.

### 1980er Jahre
1981 veröffentlichte NME gemeinsam mit Rough Trade Records das einflussreiche MC-Album C81, das die Leser via Mailorder zu einem niedrigen Preis beziehen konnten. Auf dem Album waren eine Reihe aufstrebender Künstler wie Aztec Camera, Orange Juice, Linx und Scritti Politti vertreten, aber auch etablierte Künstler wie Robert Wyatt, Pere Ubu, Buzzcocks und Ian Dury. Die zweite Auflage C86 erschien 1986.
NME reagierte auf die Thatcher-Ära, indem sie mit sozialistischen Bewegungen wie Red Wedge zusammenarbeitete. In der Woche der Unterhauswahlen 1987 brachte das Blatt ein Interview mit dem Vorsitzenden der Labour Party Neil Kinnock, der auch auf der Titelseite abgebildet war. Bereits zwei Jahre früher im April 1985 war er auf der Titelseite.
Zu den Autoren jener Zeit gehörten Mat Snow, Barney Hoskyns, Paolo Hewitt, Danny Kelly, Chris Bohn (später als Biba Kopf bekannt), Steven Wells und David Quantick.
Trotzdem ließen die Verkäufe nach, und Mitte der 1980er stand NME erneut auf der Kippe und drohte, geschlossen zu werden. Während dieser Zeit mit Chefredakteur Ian Pye, der Neil Spencer 1985 abgelöst hatte, war die Redaktion gespalten in den Teil, der über das relativ neue Genre Hip-Hop berichten wollte, und dem Teil, der bei der Rockmusik bleiben wollte. Die Verkäufe waren offenkundig schlechter, wenn Fotos von Hip-Hop-Künstlern auf der Titelseite waren, und die Unentschlossenheit des Blattes wurde für die Leser offensichtlich, was zu einer Krise des NME führte. Eine Reihe von unmusikalischen Themen erschienen auf den Titelseiten dieser Zeit, unter ihnen ein Bericht von William Leith über Computerkriminalität und Artikel von Stuart Cosgrove über Themen wie die Anwesenheit von US-Truppen in Großbritannien mit Elvis Presley auf der Titelseite, aber nicht als Musiker, sondern als politisches Symbol.
Zu dieser Zeit machte NME einen führungslosen Eindruck, die Mitarbeiter zogen zeitgleich in diverse Richtungen, was später als Hip-Hop-Krieg bezeichnet wurde. Zahlreiche Leser wanderten zu Nick Logans Blättern The Face und Smash Hits ab. Die Situation spitzte sich zu, als das Magazin ein Poster des Einlegers des Dead-Kennedys-Album Frankenchrist veröffentlichte. Es handelte sich um ein Gemälde von HR Giger mit dem Titel Penis Landscape und war Gegenstand eines Gerichtsverfahrens wegen Obszönität in den USA. Im Sommer und Herbst 1987 wurden insgesamt drei Senior editors gefeuert: Pye, Medienredakteur Stuart Cosgrove und der künstlerische Leiter Joe Ewart. Der ehemalige Sounds-Chefredakteur Alan Lewis wurde engagiert, um das Blatt nach dem Vorbild von Alan Smith eineinhalb Jahrzehnte zuvor zu retten.
Einige Kommentatoren äußerten, die Artikel von NME hätten an Intellekt verloren und seien in musikalischer Hinsicht einfallslos. Anfangs fühlten sich die Autoren des NME unwohl mit der neuen Ordnung, und viele von ihnen unterzeichneten einen Brief an Alan Lewis, in dem sie ihre Unzufriedenheit ausdrückten. Trotzdem wurde die neue Ausrichtung für NME ein kommerzieller Erfolg, und es wurden neue Redakteure wie Andrew Collins, Stuart Maconie, Mary Anne Hobbs und Steve Lamacq eingestellt, um dem Blatt eine stärkere Identität und Ausrichtung zu geben. 1988 verließ Mark Sinker NME, nachdem er sich geweigert hatte, eine negative Kritik zu U2s Rattle and Hum zu veröffentlichen. Anfangs wurden die Bands des C86-Albums ebenso unterstützt wie die aufkommenden Gothic-Bands und neue Künstler wie Happy Mondays und The Stone Roses aus Manchester. Eine Szene dieser Jahre war Acid House, die sich aus dem Madchester entwickelt hatte und dem Magazin zu neuer Daseinsberechtigung verhalf. Am Ende des Jahrzehnts hatte Danny Kelly den Chefredakteur Alan Lewis ersetzt.

### 1990er Jahre

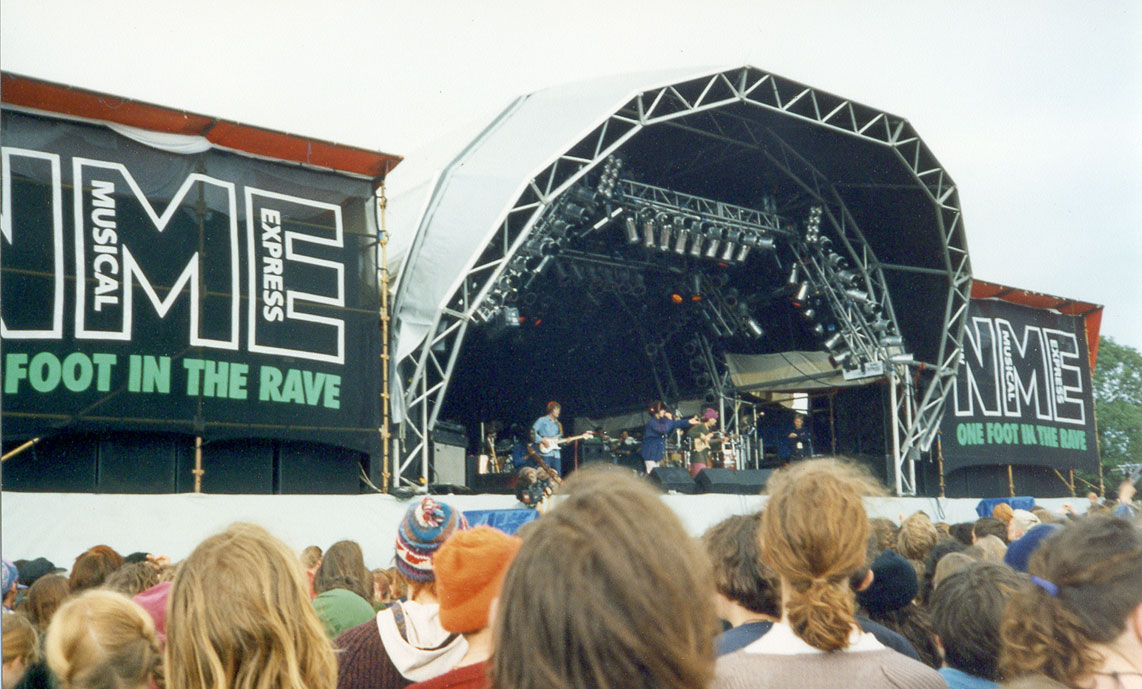
Der NME als Sponsor des Other Stage in Glastonbury 1993

Anfang 1990 war NME der Madchester-Szene verbunden und brachte Artikel über neue britische Indie-Bands und Shoegazer. Ende 1990 starb die Madchester-Szene, und NME begann, über die neuen Bands aus den USA, insbesondere Seattle, zu berichten. Diese begründeten die Grunge-Bewegung, die bekanntesten Bands waren Nirvana und Pearl Jam. Doch NME tat sich mit dem Grunge schwer, während Sounds als erste britische Musikzeitung über Grunge berichtete und John Robb das erste Nirvana-Interview führte. Auch der Melody Maker zeigte sich begeistert, für ihn arbeitete Everett True, der zuvor für NME als The Legend geschrieben hatte. Der NME begann sich erst mit dem Erfolg von Nevermind für Grunge zu interessieren. Obwohl das Blatt nach wie vor neue britische Bands unterstützte, wurde es ebenso wie der gesamte Musikmarkt von amerikanischen Bands dominiert.
Obwohl von 1991 bis 1993 der Schwerpunkt auf amerikanischen Gruppen wie Nirvana lag, wurden britische Bands nicht ignoriert. Nach wie vor berichtete der NME über die Independent-Szene und war in einen Streit mit den Manic Street Preachers involviert, die dem NME eine elitäre Sichtweise auf die Bands vorwarf, die von dem Blatt favorisiert werden. Dies fand seinen Höhepunkt 1991, als sich Richey Edwards in einem Interview mit Steve Lamacq als Demonstration seines Standpunktes 4real in den Arm ritzte.
Nachdem 1992 die Madchester-Szene zerfiel, erschienen neue britische Bands wie The Manics. Suede wurde vom NME schnell als Alternative zum Grunge bezeichnet und der Beginn einer neuen britischen Musikszene ausgerufen. Zwar war Grunge nach wie vor aktuell, aber das Blatt konzentrierte sich mehr und mehr auf diese neuen britischen Bands.
Im Jahr 1992 gab es einen öffentlichen Streit zwischen NME und dem einstigen Liebling Morrissey wegen Anschuldigungen, er habe rassistische Texte und Aussagen benutzt. Dieser kam nach einem Konzert von Morrissey im Finsbury Park auf, als er sich eine Union Flag umhängte. Die Artikel, die daraufhin in der nächsten Ausgabe des NME erschienen vergifteten das Verhältnis zu dem Künstler und führte dazu, dass dieser über zehn Jahre lang nicht mehr mit NME sprach. Als Morrissey 2003 das erste Mal wieder mit dem NME sprach, tat er dies vorgeblich nur, weil die damals verantwortlichen Redakteure den NME schon lange verlassen hatten.
Später im Jahr 1992 wurde Steve Sutherland, ehemals Redakteur beim Melody Maker, Nachfolger von Danny Kelly. Aus Protest verließen Andrew Collins, Stuart Maconie, Steve Lamacq und Mary Anne Hobbs den NME und gingen zum Select Magazine; Collins, Maconie and Lamacq schrieben später auch für Q, während Lamacq 1997 zum Melody Maker ging. Kelly, Collins, Maconie, Lamacq und Hobbs wurden später Moderatoren bei BBC Radio 1, als der Sender unter Matthew Bannister neu geordnet wurde.
Als Nirvana-Sänger Kurt Cobain im April 1994 tot aufgefunden wurde, berührte dies nicht nur seine Fans und die Leser des NME, sondern hatte auch starke Veränderungen in der britischen Musikszene zur Folge. Grunge wurde durch Britpop ersetzt, ein Musikstil beeinflusst von der britischen Musik und Kultur der 1960er. Der Begriff wurde vom NME geprägt, nachdem Blur ihr Album Parklife im selben Monat veröffentlichten, in dem Cobain starb. Britpop begann, die Lücke zu füllen, die Cobains Tod hinterlassen hatte, und der Erfolg von Blur und Oasis aus Manchester bestimmte den Rest des Musikjahres 1994. An dessen Ende waren Blur und Oasis die erfolgreichsten Bands in Großbritannien, und die Verkäufe des NME steigerten sich durch den Britpop-Effekt.
1995 stand im Zeichen dieser neuen Bands, und viele von ihnen traten auf der seit 1993 von dem Magazin gesponserten NME Stage beim Glastonbury Festival auf. Es war das letzte Jahr, in dem der NME diese Bühne sponserte, die daraufhin in Other Stage umbenannt wurde. Im August 1995 wollten Blur und Oasis am selben Tag eine Single mit großer Medienwirkung veröffentlichen. Steve Sutherland machte daraus eine Titelstory. Er wurde dafür kritisiert, weil er damit das Duell beider Bands befeuert hätte. Blur gewann den Wettlauf um Platz 1 der Charts, der Medienrummel verhalf dem Blatt zu gesteigerten Verkaufszahlen und Britpop wurde zum beherrschenden Musikgenre. Nach diesem Höhepunkt folgte ein langsamer Rückgang, nachdem sich Britpop in den folgenden Jahren selber zerstörte. Zunächst wieder orientierungslos, bemühte sich das Blatt Ende der 1990er um die aufkommende DJ-Bewegung, was ihm die Kritik einbrachte, Rock und Independent nicht mehr unterstützen zu wollen. Das Blatt versuchte, die politischen Ansätze der 1980er Jahre wiederzubeleben, und brachte im März 1998 eine Titelstory über Tony Blair.
Sutherland versuchte, über neuere Bands zu berichten, doch eine Titelseite über Godspeed You! Black Emperor im Jahr 1999 verkaufte sich so schlecht, dass Sutherland in einem späteren Vorwort schrieb, dass er es bereue, die Band auf die Titelseite gesetzt zu haben. Für viele war dies ein Verstoß gegen die Prinzipien des Blattes, und die Verkäufe erreichten zur Jahrtausendwende einen erneuten Tiefpunkt.

### 2000er Jahre
Ab der Ausgabe vom 21. März 1998 wurde das Blatt nicht mehr auf Zeitungspapier gedruckt und wechselte zum Tabloid-Format mit farbigem Hochglanzcover.
2000 wurde Steve Sutherland zum Markendirektor von NME, seinen Platz als Chefredakteur nahm der 26-jährige Ben Knowles vom Melody Maker ein. Im selben Jahr wurde der Melody Maker eingestellt (offiziell wurde er mit dem NME zusammengelegt), und viele spekulierten, NME werde als Nächstes eingestellt, weil der Markt für Musikzeitschriften schrumpfte. In derselben Woche wie der Melody Maker wurde auch das Select Magazine eingestellt, das sich insbesondere im Britpop einen Namen gemacht hatte. In den frühen 2000er Jahren versuchte der NME sein musikalisches Spektrum zu erweitern und brachte Titelstorys über Hip-Hop-Künstler wie Jay-Z und Missy Elliott, über Aphex Twin, über die Popstars-Gewinner Hear’Say und R&B-Gruppen wie Destiny’s Child, doch wie schon in den 1980er Jahren stieß dies auf wenig Gegenliebe der Leser und wurde schon bald wieder aufgegeben. 2001 behauptete der NME seinen Einfluss auf neue Musik und unterstützte Bands wie The Strokes, The Vines und The White Stripes.
2002 wurde Conor McNicholas Chefredakteur mit einer Reihe neuer Fotografen wie Dean Chalkley, Andrew Kendall, James Looker und Pieter Van Hattem und zahlreichen jungen Autoren. Das Blatt richtete den Fokus auf Bands wie The Libertines, Franz Ferdinand, Bloc Party und Kaiser Chiefs, die als Indie-Bands an der Schwelle zum kommerziellen Erfolg standen. Später wurden die Arctic Monkeys zur Speerspitze der neuen Indie-Bands, erhielten Berichterstattung im NME und erreichten kommerziellen Erfolg.
Im Dezember 2005 wurden Anschuldigungen laut, dass der NME seine Jahreswertung aus kommerziellen und politischen Gründen verändert hätte. McNicholas wies die Kritik zurück und gab an, dass dem Webzine Londonist.com eine veraltete Version der Wertung vorgelegen habe.
Im Oktober 2006 erschien die erste Ausgabe des NME in Irland unter dem Titel NME Ireland, wurde aber nach vier Monaten wegen schwacher Verkaufszahlen wieder eingestellt. Nach der Nominierung für die NME Awards 2008 beklagte Caroline Sullivan vom The Guardian die fehlende musikalische Vielfalt des Magazins:

‘NME bands’ fall within very narrow parameters. In the 80s, the paper prided itself on its coverage of hip hop, R&B and the emerging dance scene which it took seriously and featured prominently – alongside the usual Peel-endorsed indie fare. Now, though, its range of approved bands has dramatically shrunk to a strand embodied by the [Arctic] Monkeys, Babyshambles and Muse – bands who you don’t need specialist knowledge to write about and who are just ‚indie‘ enough to make readers feel they're part of a club.

„‚NME Bands‘ passen nur in sehr eingeschränkte Parameter. In den 1980ern lobte sich das Magazin selbst für die Berichterstattung über Hip-Hop, R&B und die aufkommende Dance-Szene, die es ernst nahm und prominent darstellte – neben der üblichen Peel'schen Indie-Kost. Nun aber hat sich die Spannbreite der Bands dramatisch verringert auf etwas, das von den [Arctic] Monkeys, Babyshambles und Muse verkörpert wird – Bands, bei denen man kein Detailwissen haben muss, um über sie zu schreiben, und die trotzdem noch „indie“ genug sind, um den Lesern das Gefühl zu geben, sie seien Teil eines Clubs.“

Im Mai 2008 wurde das Magazin erneut umgestaltet und mit einer weniger poppigen und seriöseren Aufmachung an die neue Zielgruppe einer älteren Leserschaft angepasst. Die erste Ausgabe in diesem Design enthielt eine 7″-Single von Coldplay. Die Auflage des Magazins geht seit 2003 beständig zurück. Im zweiten Halbjahr 2011 betrug die Auflage 23.924, zwei Drittel weniger als die Auflage von 2003 mit 72.442. Nach einem weiteren kontinuierlichen Rückgang der Auflage auf zuletzt rund 15.000 Exemplare gab das Magazin im Juli 2015 die Umstellung auf eine kostenlose Druckversion bekannt. Seit Mitte September 2015 wurden wöchentlich rund 300.000 Exemplare verteilt, die dann in Bahnhöfen, Universitäten und Geschäften erhältlich waren.

## Weitere Aktivitäten

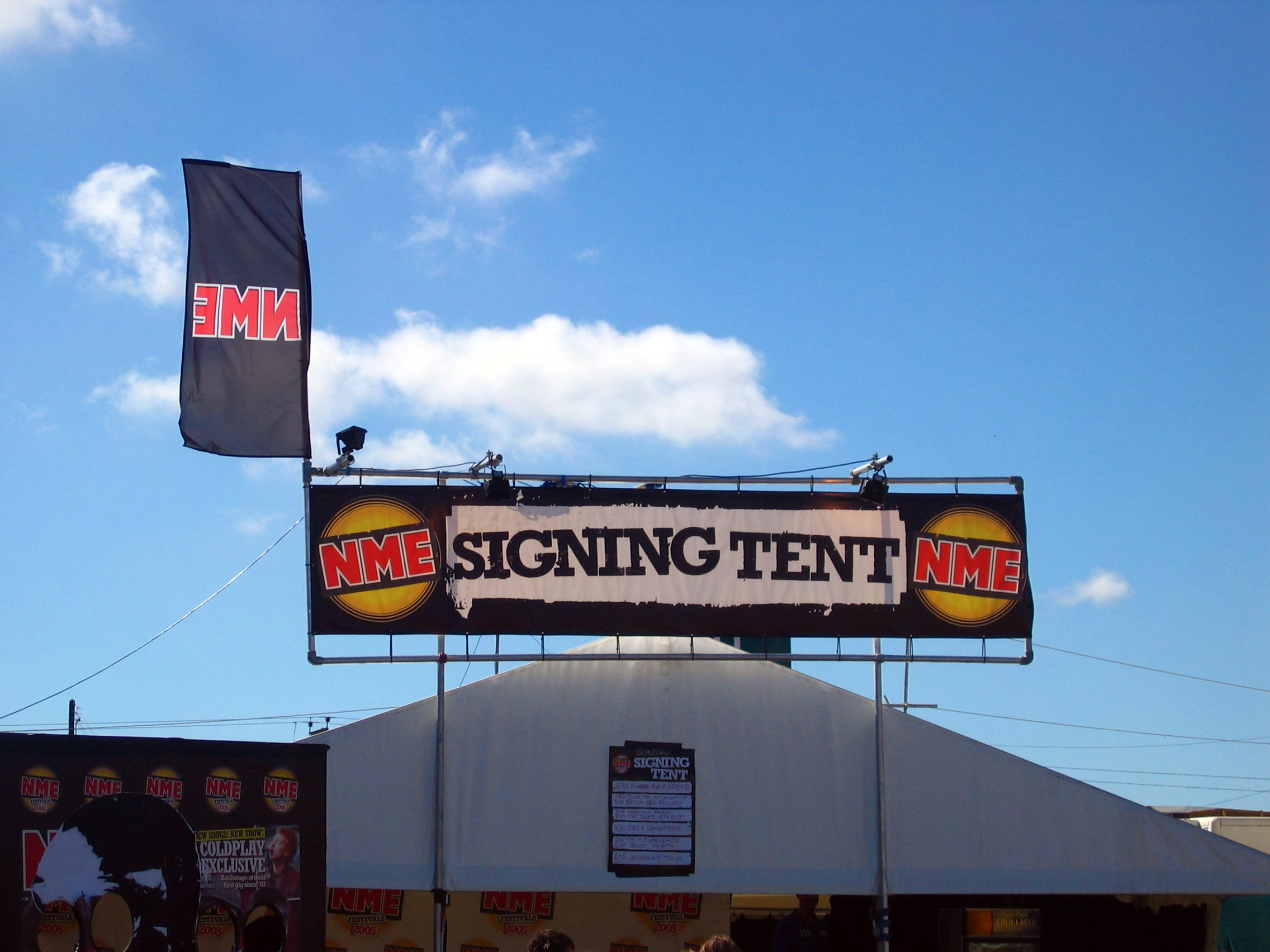
NME-Zelt, Reading and Leeds Festivals (2005)

### NME Awards
Die NME Awards werden jedes Jahr veranstaltet, um die besten Künstler des vergangenen Jahres auszuzeichnen. Die Nominierten und die Gewinner werden von den Lesern des Magazins ausgewählt.

### NME Tours
NME sponsert eine jährliche Tournee durch Großbritannien, auf der Bands auftreten, die kurz vor dem Durchbruch stehen.

### NME Originals
Seit 2002 veröffentlicht der NME verschiedene Themen-Magazine mit Nachdrucken von Artikeln, Interviews und Kritiken. Diese Sonderausgaben werden NME Originals genannt und enthalten auch Material aus anderen Publikationen von IPC wie Melody Maker, Rave und Uncut. Bisherige Ausgaben erfolgten zu Themen wie Radiohead, The Beatles, Punk, Gothic Rock, Britpop, The Rolling Stones, Mod, Nirvana und den Solokarrieren der Beatles-Musiker. Die bislang letzte Ausgabe der Serie erschien 2005.

### NME India
Im März 2012 kündigte IPC Media den Start eines Ablegers von NME in Indien an. Die indische Website NME.IN wurde im März 2012 gestartet.